# Daru (Sierra Leone)
Daru – miasto w Sierra Leone, w prowincji Wschodniej, w dystrykcie Kailahun.